# Chirivel
Chirivel là một đô thị thuộc tỉnh Almería, ở cộng đồng tự trị Andalusia, Tây Ban Nha. Đô thị này có diện tích 197 km², dân số năm 2005 là 1849 người.